# Плавокљуни хоко
Плавокљуни хоко (лат. Crax alberti) је врста птице из рода Crax, породице Cracidae. 
Живи искључиво у Колумбији; подручја распрострањености на југу и истоку ограничена су реком Магдаленом. Природна станишта су јој суптропске и тропске влажне низинске шуме. Угрожена је губитком станишта.
Дуга је 83-93 cm. Велика је птица, с перјем углавном црне боје. Мужјак има бели врх репа, док му је кљун боје рога. Има ћубу на глави са црним, коврџавим перјем, а ноге су ружичасте боје. Женка је такође црног тела, а ћуба на глави је црно-бела. На крилима и репу има беле пруге, а доњи део трбуха и подрепно подручје су црвенкасто-смеђи.